# Ортодіагональний чотирикутник

Ортодіагональний чотирикутник (жовтий). Відповідно до властивостей цього чотирикутника, два червоні квадрати на двох протилежних сторонах чотирикутника мають таку ж суму площ, як два сині квадрати на іншій парі протилежних сторін.

Ортодіагона́льний чотирику́тник — в евклідовій геометрії чотирикутник, у якого діагоналі перетинаються під прямим кутом. Іншими словами, це чотирикутник, у якого відрізки, що сполучають не суміжні (протилежні) вершини, ортогональні (перпендикулярні) один одному.

## Особливі випадки
Дельтоїд — це ортодіагональний чотирикутник, одна діагональ якого є лінією симетрії. У дельтоїд завжди можна вписати коло, дотичне до всіх чотирьох його сторін, тобто дельтоїди — це описані ортодіагональні чотирикутники. Навколо прямокутного дельтоїда також можна описати коло.
Ромб є ортодіагональним чотирикутником з двома парами паралельних сторін (тобто також є паралелограмом).
Квадрат є частковим випадком як дельтоїда, так і ромба.
Ортогональний чотирикутник з рівними діагоналями, в якому довжина діагоналі не перевищує найдовшу сторону, має найбільшу площу серед усіх чотирикутників з таким же діаметром. Тим самим, він є розв'язком задачі про найбільший многокутник одиничного діаметра у випадку n = 4. Такі чотирикутники називаються середньоквадратичними, тому що їх паралелограми Варіньона є квадратами. Тому їх площа може бути виражена тільки через сторони.

## Теореми
Для будь-якого ортодіагонального чотирикутника сума квадратів двох протилежних сторін дорівнює сумі двох інших протилежних сторін: для послідовних сторін a, b, c та d маємо
{\displaystyle \displaystyle a^{2}+c^{2}=b^{2}+d^{2}.}
Це випливає з теореми Піфагора, згідно з якою будь-яку з цих двох сум двох квадратів можна представити у вигляді чотирьох квадратів відстаней від вершин чотирикутника до точки перетину його діагоналей. І навпаки, будь-який чотирикутник, у якому a 2 + c 2 = b 2 + d 2, повинен бути ортодіагональним.
Це можна довести різними способами, зокрема з використанням теореми косинусів, векторів, доведенням від супротивного та комплексних чисел.
Діагоналі опуклого чотирикутника перпендикулярні тоді і лише тоді, коли дві бімедіани мають однакову довжину.
Згідно з іншою теоремою, діагоналі опуклого чотирикутника ABCD перпендикулярні тоді і лише тоді, коли
{\displaystyle \angle PAB+\angle PBA+\angle PCD+\angle PDC=\pi }
де Р — точка перетину діагоналей. З цього рівняння випливає, що діагоналі опуклого чотирикутника перпендикулярні тоді і тільки тоді, коли проєкції діагонального перетину на сторони чотирикутника є вершинами вписаного чотирикутника.
Опуклий чотирикутник є ортодіагональним тоді і лише тоді, коли його паралелограм Варіньона (вершини якого є серединами його сторін) є прямокутником. Відповідна властивість говорить, що опуклий чотирикутник є ортодіагональним тоді і тільки тоді, коли середини сторін і основи чотирьох бівисот складають вісім конциклічних точок, тобто лежать на одному восьмиточкову колі. Центром цього кола є центроїд чотирикутника. Чотирикутник, утворений основами бівисот, називається головним ортичним чотирикутником.
Якщо нормалі до сторін опуклого чотирикутника ABCD, що проходять через точку перетину діагоналей, перетинають протилежні сторони в точках R, S, T, U та точки K, L, M, N — основи цих нормалей, то ABCD є ортодіагональним тоді і тільки якщо вісім точок K, L, M, N, R, S, T і U є конциклічними (тобто, лежать на одному колі), це друге восьмиточкове коло. Відповідна властивість говорить, що опуклий чотирикутник є ортодіагональним тоді і лише тоді, коли RSTU — це прямокутник, сторони якого паралельні діагоналям ABCD.
Існує кілька метричних властивостей щодо чотирьох трикутників, утворених точкою перетину діагоналей P і вершинами опуклого чотирикутника ABCD. Позначимо через m1, m2, m3, m4 медіани у трикутниках ABP, BCP, CDP, DAP, проведені від точки P до сторін AB, BC, CD, DA відповідно. Позначимо R1, R2, R3, R4 і Н1, Н2, Н3, Н4 радіуси описаних кіл і висоти відповідно цих трикутників. Чотирикутник ABCD є ортодіагональним тоді і тільки тоді, коли має місце хоча б одна з рівностей:
- {\displaystyle m_{1}^{2}+m_{3}^{2}=m_{2}^{2}+m_{4}^{2}}
- {\displaystyle R_{1}^{2}+R_{3}^{2}=R_{2}^{2}+R_{4}^{2}}
- {\displaystyle {\frac {1}{h_{1}^{2}}}+{\frac {1}{h_{3}^{2}}}={\frac {1}{h_{2}^{2}}}+{\frac {1}{h_{4}^{2}}}}

Крім того, чотирикутник ABCD із точкою перетину діагоналей P є ортодіагональним тоді і лише тоді, коли центри описаних кіл трикутників ABP, BCP, CDP та DAP є серединами сторін чотирикутника.

### Порівняння з описаним чотирикутником
Кілька метричних властивостей описаних чотирикутників та ортодіагональних чотирикутників дуже схожі за зовнішнім виглядом, як це видно з таблиці. Позначення сторін a, b, c, d, радіусів R1, R2, R3, R4 і висот h1, h2, h3, h4 однакові в обох типах чотирикутників.
| Описаний чотирикутник                                                                       | Ортодіагональний чотирикутник                                                                               |
| ------------------------------------------------------------------------------------------- | --- |
| {\displaystyle a+c=b+d}                                                                     | {\displaystyle a^{2}+c^{2}=b^{2}+d^{2}}                                                                     |
| {\displaystyle R_{1}+R_{3}=R_{2}+R_{4}}                                                     | {\displaystyle R_{1}^{2}+R_{3}^{2}=R_{2}^{2}+R_{4}^{2}}                                                     |
| {\displaystyle {\frac {1}{h_{1}}}+{\frac {1}{h_{3}}}={\frac {1}{h_{2}}}+{\frac {1}{h_{4}}}} | {\displaystyle {\frac {1}{h_{1}^{2}}}+{\frac {1}{h_{3}^{2}}}={\frac {1}{h_{2}^{2}}}+{\frac {1}{h_{4}^{2}}}} |

## Площа
Площа K ортодіагонального чотирикутника дорівнює половині добутку довжин діагоналей р і q:
{\displaystyle K={\frac {p\cdot q}{2}}.}
І навпаки, будь-який опуклий чотирикутник, де площа може бути обчислена за цією формулою, є ортодіагональним. Ортодіагональний чотирикутник має найбільшу площу серед усіх опуклих чотирикутників із заданими діагоналями.

## Інші властивості
- Ортодіагональні чотирикутники — єдині чотирикутники, для яких сторони та кут, утворені діагоналями, не визначають однозначно площу[3]. Наприклад, два ромби, що мають однакову сторону a (і, як і для всіх ромбів, обидва мають прямий кут між діагоналями), але один має менший гострий кут, ніж інший, мають різні площі (площа першого наближається до нуля при наближенні гострого кута до нуля).
- Якщо квадрати побудовані на сторонах довільного чотирикутника (опуклого, увігнутого або перехрещеного), то їх центри (центроїди) є вершинами ортодіагонального чотирикутника, який також є рівнодіагональним (тобто має діагоналі однакової довжини). Це твердження відоме як теорема ван Обеля.
- Кожна сторона ортодіагонального чотирикутника має принаймні одну спільну точку з колом Паскаля[8].

## Властивості ортодіагональних вписаних чотирикутників

### Радіус та площа
Для вписаного ортодіагонального чотирикутника покладемо, що точка перетину діагоналей ділить одну діагональ на відрізки довжинами p1 і p2, а іншу діагональ — на відрізки довжинами q1 і q2. Тоді (перша рівність — твердження 11 у Книзі Лем Архімеда)
{\displaystyle D^{2}=p_{1}^{2}+p_{2}^{2}+q_{1}^{2}+q_{2}^{2}=a^{2}+c^{2}=b^{2}+d^{2}}
де D — діаметр описаного кола. Це справедливо, оскільки діагоналі є перпендикулярними хордами кола. З цієї формули маємо вираз для радіуса описаного кола
{\displaystyle R={\tfrac {1}{2}}{\sqrt {p_{1}^{2}+p_{2}^{2}+q_{1}^{2}+q_{2}^{2}}}}
або, виражаючи через сторони чотирикутника
{\displaystyle R={\tfrac {1}{2}}{\sqrt {a^{2}+c^{2}}}={\tfrac {1}{2}}{\sqrt {b^{2}+d^{2}}}.}
З цього також випливає, що
{\displaystyle a^{2}+b^{2}+c^{2}+d^{2}=8R^{2}.}
Таким чином, відповідно до теореми Ейлера про чотирикутник, радіус описаного кола може бути виражений через діагоналі p і q та відстань x між середніми точками діагоналей:
{\displaystyle R={\sqrt {\frac {p^{2}+q^{2}+4x^{2}}{8}}}.}
Формула площі K вписаного ортодіагонального чотирикутника через чотири сторони отримується безпосередньо при поєднанні теореми Птолемея та формули площі ортодіагонального чотирикутника:p.222
{\displaystyle K={\tfrac {1}{2}}(ac+bd).}

### Інші властивості
- У вписаному ортодіагональному чотирикутнику антицентр (точка перетину серединних перепендикулярів) збігається з точкою перетину діагоналей[2].
- Теорема Брамагупти говорить, що для вписаного ортодіагонального чотирикутника перпендикуляр з довільної сторони, що проходить через точку перетину діагоналей, ділить навпіл протилежну сторону[2].
- Якщо ортодіагональний чотирикутник є вписаним, то відстань від центра описаного кола до будь-якої сторони дорівнює половині довжини протилежної сторони[2].
- У вписаному ортодіагональному чотирикутнику відстань між серединами діагоналей дорівнює відстані між центром кола і точкою перетину діагоналей[2].

## Нескінченні набори вписаних прямокутників

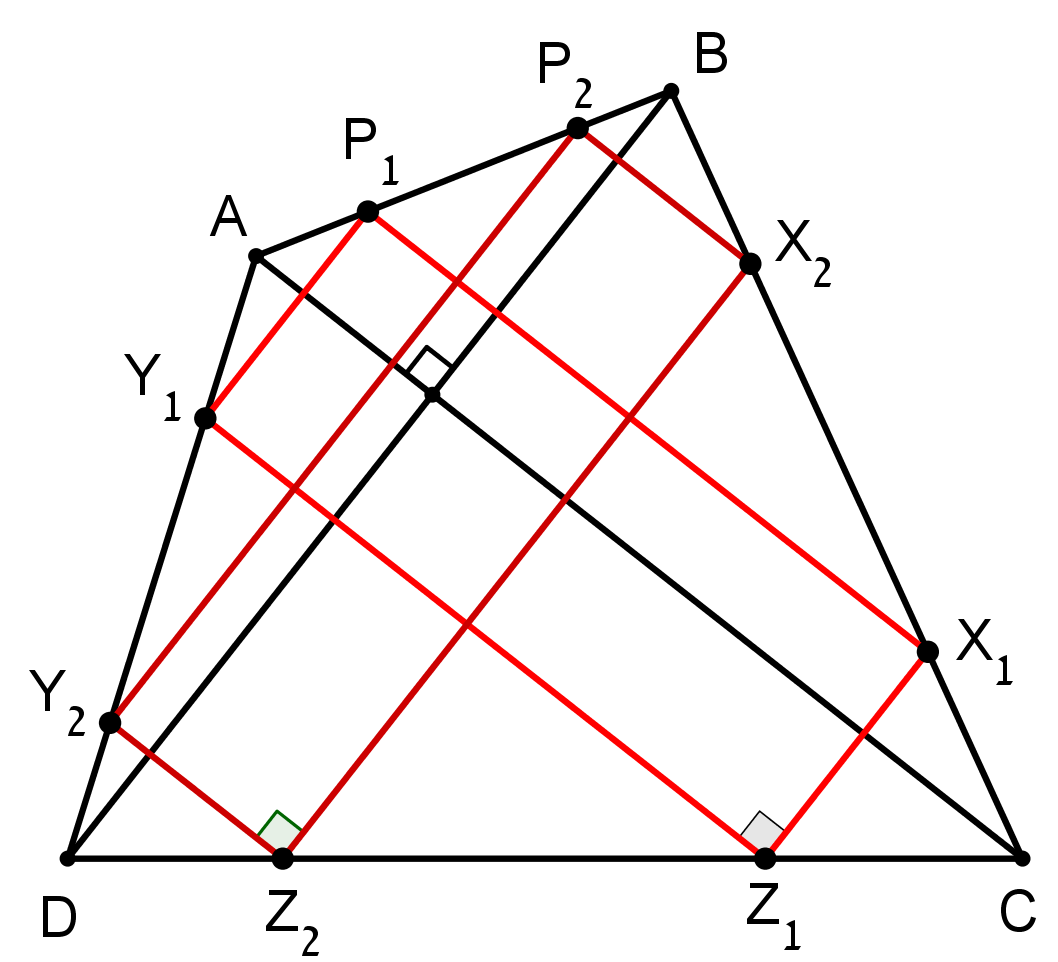
є ортодіагональним чотирикутником, і — це прямокутники, сторони яких паралельні діагоналям чотирикутника.

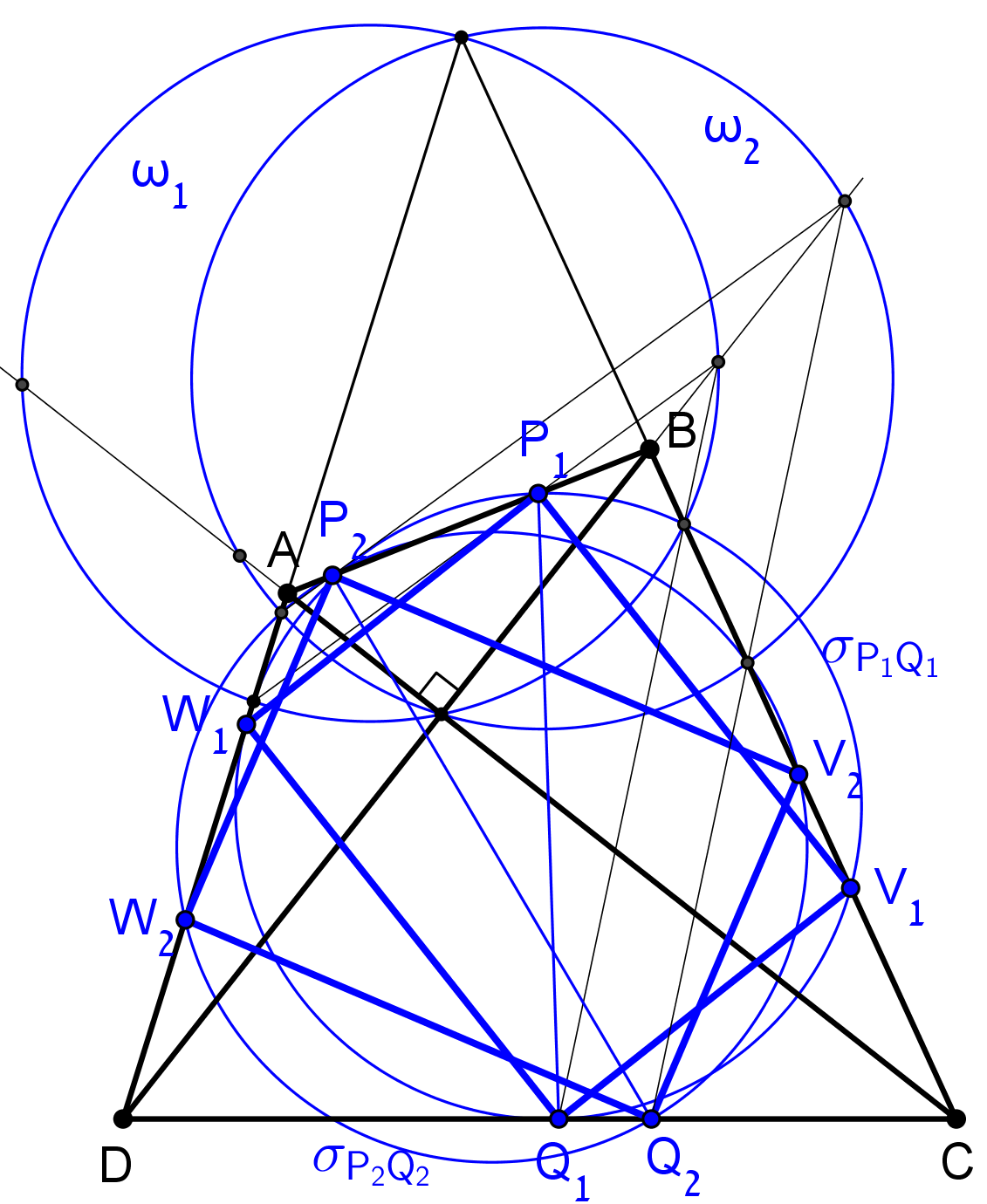
є ортодіагональним чотирикутником. і — точки Паскаля, утворені колом, — коло Паскаля, що визначає прямокутник. і — точки Паскаля, утворені колом, — коло Паскаля, що визначає прямокутник.

Для кожного ортодіагонального чотирикутника ми можемо записати два нескінченні набори прямокутників:
(i) набір прямокутників, сторони яких паралельні діагоналям чотирикутника;
(ii) набір прямокутників, визначених колами Паскаля.